# کبوتر جنگلی آندامان
کبوتر جنگلی آندامان (نام علمی: Columba palumboides) نام یک گونه از سرده کبوتر است.